# Kees Aerts
Kees Aerts (1952) is een Nederlands musicus, die gespecialiseerd is in elektronische muziek.

## Levensloop
Na schooltijd begon Aerts als eerste te werken in een magazijn, werkte daarna op de administratie bij de Bijenkorf, was assistent-boekhouder bij een broodbakker, liep met ansichtkaarten langs de deur en werkte samen met een vriend als drukker. Hij begon serieus te werken toen hij programmeren ontdekte en ging werken in de informatietechnologie. Begin 1980 startte hij zijn eigen radiostation en begon in 1982 hobbymatig te musiceren. Dit neemt steeds meer tijd in beslag; het is de tijd dat de ontwikkelingen binnen de elektronische muziekinstrumenten snel gingen.
De eerste composities kwamen in de vorm van jingles voor de radio, maar daarna volgden al snel de eerste echte opnamen. In eigen beheer nam hij samen met Erik Vermeulen als EEKA – E(rik en K(ees) – twee cassettes op. De twee speelden enkele jaren samen, maar vlak voor de tweede cassette uitkwam, braken ze op. Aerts schreef de muziek voor een schoolfilm Héé... Kun je niet uitkijken!, nam nog wat solomuziek op maar bracht niets officieels meer uit.
Begin 1990 begint Aerts een IT-bedrijf en ontwerpt diverse websites en applicaties.
In 1995 begon een langdurige samenwerking met Ron Boots. Muziek kwam terecht op de albums The Truth Is Out There en The Truth Is Twisted. Hun samenwerking ging zover dat ze het platenlabel Groove Unlimited oprichtten en elektronische muziek distribueerden. Het waren tevens de jaren dat binnen het genre van de elektronische muziek de klad kwam. De muziek werd zo weinig verkocht, dat de liefhebbers moesten uitwijken naar andere bronnen die de import verzorgden. In 1997 kwam vervolgens zijn eerste solo-cd-muziekalbum Slices of Time uit. 
In 1998 gaf Aerts samen met Boots en Harold van der Heijden een concert in Zweden, waarvan de opnamen terechtkwamen op BAH! Live Sweden en E-Live '98. Daarna volgde eigenlijk alleen nog los werk, totdat in 2008 zijn tweede solo-cd If One Door Closes verscheen.
Van 2004 tot 2007 was Aerts eindredacteur van Edition, een magazine over elektronische muziek. In totaal kwamen er 16 magazines, in het Nederlands en Engels, uit. Elk magazine bevatte een cd met (onuitgebrachte) muziek.
In 2005 organiseerden Aerts en Boots de DJ Expo-beurs in de TU in Eindhoven en een jaar later in de RAI in Amsterdam.
In juni 2011 verliet Aerts Groove Unlimited en zette Boots het bedrijf alleen voort.
Begin 2017 bracht Aerts zijn eerste game uit getiteld Smurly The Game Part One. In de loop van hetzelfde jaar kwamen Part Two en Professional uit. 
In 2018 stopte Aerts met zijn IT-bedrijf.
In december 2020 bracht Aerts de app Case Closed uit voor IOS (iPhone, iPad) en Android (Samsung++). Een app waar hij 3 jaar aan gewerkt heeft. Op hetzelfde moment werd Case Open uitgebracht voor dezelfde platforms. Case Open is een remake van de 3 delen van Smurly the Game. De app heeft een nieuwe look en diverse levels zijn toegevoegd en/of aangepast.
In januari 2024 bracht Aerts een nieuwe app uit genaamd Marbles Ricochet. Ook deze game is beschikbaar voor iOS en Android. De eerste 100 levels zijn gratis, daarna kan men level packs bijkopen. De packs varieren in moeilijksgraad van Easy naar Expert. Eind 2024 is Marbles Ricochet ook beschikbaar op Steam.

### Poker
Aerts is altijd een liefhebber van pokeren geweest en pakte het vanaf 2012 serieuzer aan. Dit resulteerde op 1 oktober 2015 in de eerste plaats tijdens de World Poker Tour National in Holland Casino te Valkenburg. Meer resultaten zijn te vinden op de website van de Hendon Mob. Inmiddels is Aerts regelmatig te horen als co-commentator bij pokerwedstrijden via de website Pokercity.nl. Van 4 t/m 6 september 2020 was Aerts ook te horen als commentator bij de ONKP single- en teamfinale.
Op 4 september 2022 schreef Aerts het €550 Main Event van de Unibet Belgian Poker Championship in Blankenberge, België op zijn naam.
In 17 november 2024 won Aerts het €330 NLH event tijdens de MCOP in Holland Casino, Amsterdam. Behalve geld won hij ook het felbegeerde 'bordje'.

## Discografie
- april 1984: EEKA: Pluggen (met Erik Vermeulen); cassette, vernietigd
- oktober 1984: EEKA: Soms ben je alleen (met Erik Vermeulen); cassette, vernietigd
- 1991: Ken je niet uitkijken; een film voor het onderwijs
- 1995: Out There Lies The Truth (cd, diverse artiesten) - Bevat: Superficial Analysis of the Unsound Mind (met Ron Boots)
- 1995: The Truth Is Twisted (cd, diverse artiesten) - Bevat: The Sensation of the Vortex (met Ron Boots), Asylum (met Harold van der Heijden), Alien Artifacts of Ice (met Alpha Wave Movement)
- 1996: Truth or Dare (cd, diverse artiesten) - Bevat: Crossing the Road (met Airsculpture), Surfacing from Beyond (met James Clent), The Silence of the Scream (met Ron Boots)
- 1997: Slices of Time (cd)
- 1998: Four, the Truth (cd, diverse artiesten) - Bevat: Straight Ahead (met James Clent)
- 1998: BAH! Live in Sweden (cd-r, Ron Boots, Kees Aerts, Harold van der Heijden)
- 1998: E-Live '98 (cd-single, Ron Boots, Kees Aerts, Harold van der Heijden)
- 1999: Joie de Vivre (cd, Ron Boots, Kees Aerts, Harold van der Heijden, Eric van der Heijden)
- 2000: World Wide Kind (cd, diverse artiesten) - Bevat: World Wide Kind Met Ron Boots)
- 2002: Livelines (cd, Ron Boots, Kees Aerts, Harold van der Heijden, Eric van der Heijden)
- 2003: Tracks Across the Universe (box en boek, diverse artiesten) - Bevat: Put me down Scotty
- 2005: Analogy #1 (cd, diverse artiesten) - Bevat: Grey Keys
- 2006: Analogy #2 (cd, diverse artiesten) - Bevat: Branch Hopping
- 2008: If One Door Closes (cd)